# Thea Bjelde
Thea Bjelde (Sogndal, 5 giugno 2000) è una calciatrice norvegese, centrocampista del Wolfsburg e della nazionale norvegese.

## Carriera

### Club
Bjelde è cresciuta nelle giovanili del Sogndal giocando nelle formazioni miste, disputando all'età di 13 anni la Telenor Cup, torneo dedicato a formazioni femminili under 16, approdando due anni più tardi in prima squadra e marcando 5 presenze, realizzando anche 4 reti, nel campionato di 3. divisjon (4º livello).
Per la stagione 2016 si trasferisce al Kaupanger, vestendo la maglia della società della cittadina nel comune di Sogndal per la prima parte del campionato di 2. divisjon, per poi passare durante la sessione estiva di calciomercato all'Arna-Bjørnar, club con il quale oltre a concludere la stagione in 2. div. con la squadra riserve (Arna-Bjørnar 2) debutta brevemente in calcio a 5 approdando anche alla squadra titolare e facendo il suo debutto in Toppserien il 17 agosto, rilevando Ingrid Altermark al 60' della sconfitta interna per 3-0 con il LSK Kvinner alla 6ª giornata di campionato.
A disposizione del tecnico Morten Røssland, dalla stagione 2017 Bjelde viene impiegata con maggiore regolarità, marcando 8 presenze in campionato e 4 in Coppa di Norvegia, trovando inoltre la prima rete in Toppserien nel 6-0 casalingo con cui la sua squadra si impone in campionato sulla matricola Medkila. L'anno successivo Røssland le concede piena fiducia, impiegandola in tutti i 22 incontri di Toppserien 2018, campionato dove la sua squadra gioca un campionato di vertice classificandosi al termine al 3º posto oltre che raggiungere le semifinali di Coppa di Norvegia, guadagnandosi inoltre la nomina a giocatrice dell'anno del club.
La stagione 2019 viene compromessa da un grave infortunio, dove Bjelde nell'incontro campionato del 28 aprile con il Vålerenga è costretta a lasciare il terreno di gioco dopo soli 5 minuti per un problema al ginocchio che si rivela poi uno strappo del legamento crociato. costringendola a rinunciare a scendere in campo per il resto dell'anno.
Resta legata alla società per un'altra stagione e mezza, giocando la sua ultima partita con la maglia dell'Arna-Bjørnar nella vittoria interna per 3-1 sul Lyn della 9ª giornata di Toppserien 2021, lasciando il club con un tabellino, giovanili comprese, di 93 presenze e 6 gol.
Il 18 luglio 2021 firma un contratto con il Vålerenga, squadra dove alla sua prima stagione ha contribuito a vincere il suo primo trofeo nonché la prima Coppa di Norvegia, venendo inoltre votata come migliore in campo nella finale di coppa contro il Sandviken.
Nell'estate del 2023 ha prolungato il suo contratto con il Vålerenga, rimanendo determinante nella squadra che ha bissato la vittoria del campionato dopo quella del 2020, venendo selezionata per la squadra dell'anno e nominata giocatrice dell'anno nella Toppserien 2023.

## Statistiche

### Presenze e reti nei club
Statistiche aggiornate al 30 maggio 2024.
| Stagione            | Club                | Campionato          | Campionato | Campionato | Coppe nazionali | Coppe nazionali | Coppe nazionali | Coppe continentali | Coppe continentali | Coppe continentali | Supercoppe | Supercoppe | Supercoppe | Totale | Totale |
| Stagione            | Club                | Comp                | Pres       | Reti       | Comp            | Pres            | Reti            | Comp               | Pres               | Reti               | Comp       | Pres       | Reti       | Pres   | Reti   |
| ------------------- | ------------------- | ------------------- | ---------- | ---------- | --------------- | --------------- | --------------- | ------------------ | ------------------ | ------------------ | ---------- | ---------- | ---------- | ------ | ------ |
| 2016                | Arna-Bjørnar        | TS                  | 2          | 0          | -               | -               | -               | -                  | -                  | -                  | -          | -          | -          | 2      | 0      |
| 2017                | Arna-Bjørnar        | TS                  | 8          | 1          | CN              | 4               | 0               | -                  | -                  | -                  | -          | -          | -          | 12     | 1      |
| 2018                | Arna-Bjørnar        | TS                  | 22         | 0          | CN              | 3               | 0               | -                  | -                  | -                  | -          | -          | -          | 25     | 0      |
| 2019                | Arna-Bjørnar        | TS                  | 5          | 0          | CN              | -               | -               | -                  | -                  | -                  | -          | -          | -          | 5      | 0      |
| 2020                | Arna-Bjørnar        | TS                  | 18         | 0          | CN              | 2               | 0               | -                  | -                  | -                  | -          | -          | -          | 20     | 0      |
| gen.-ago. 2021      | Arna-Bjørnar        | TS                  | 7          | 1          | CN              | -               | -               | -                  | -                  | -                  | -          | -          | -          | 7      | 1      |
| Totale Arna-Bjørnar | Totale Arna-Bjørnar | Totale Arna-Bjørnar | 62         | 2          | -               | 9               | 0               | -                  | -                  | -                  | -          | -          | -          | 71     | 2      |
| ago.-dic. 2021      | Vålerenga           | TS                  | 8          | 0          | CN              | 5               | 4               | UWCL               | 4                  | 0                  | -          | -          | -          | 17     | 4      |
| 2022                | Vålerenga           | TS                  | 20         | 3          | CN              | 3               | 3               | -                  | -                  | -                  | -          | -          | -          | 23     | 6      |
| 2023                | Vålerenga           | TS                  | 26         | 6          | CN              | 5               | 0               | UWCL               | 3                  | 0                  | -          | -          | -          | 34     | 6      |
| 2024                | Vålerenga           | TS                  | 22         | 3          | CN              | 3               | 3               | UWCL               | 5                  | 1                  | -          | -          | -          | 30     | 7      |
| gen.-giu. 2025      | Vålerenga           | TS                  | 12         | 2          | CN              | 2               | 0               | UWCL               | -                  | -                  | -          | -          | -          | 14     | 2      |
| Totale Vålerenga    | Totale Vålerenga    | Totale Vålerenga    | 88         | 14         | -               | 18              | 10              | -                  | 12                 | 1                  | -          | -          | -          | 118    | 25     |
| 2025-2026           | Wolfsburg           | BL                  | -          | -          | CG              | -               | -               | UWCL               | -                  | -                  | ST         | -          | -          | -      | -      |
| Totale              | Totale              | Totale              | 150        | 16         | -               | 27              | 10              | -                  | 12                 | 1                  | -          | -          | -          | 189    | 27     |

## Palmarès

### Club
- Campionato norvegese: 2

Vålerenga: 2023, 2024
- Coppa di Norvegia: 2

Vålerenga: 2021, 2024